# Bothy Bay
Die Bothy Bay (englisch für Hüttenbucht) ist eine kleine Bucht nahe dem westlichen Ende von King George Island im Archipel der Südlichen Shetlandinseln. Sie liegt an der Nordwestseite der Fildes-Halbinsel. Die Einfahrt zur Bucht befindet sich 1,1 km südöstlich von Square End Island. Ihre Küstenlinie wird von einem breiten Strand mit niedrigen Kliffs an der Nordost- und Südwestseite eingenommen.
Das UK Antarctic Place-Names Committee benannte die Bucht 1977 nach einer primitiven Steinhütte, die offenbar Robbenjäger im 19. Jahrhundert in der Bucht errichtet hatten.
Auf einer brasilianischen Karte von 1984 ist die Bucht als „[Baía/Enseada] Dos Lobos Marinhos“ beschriftet, was mit der Beschriftung „Seebärenbucht“ auf einer 1985 veröffentlichten deutschen Karte übereinstimmt. Nach dieser münden von Osten drei Bäche in die Bucht (von Norden nach Süden): der kurze Basaltbach sowie der Schneebach und der Seebärenbach, welche gemeinsam den Schneesee entwässern. Im Norden grenzt die Muschelbucht und im Süden die Skuabucht an die „Seebärenbucht“. Chinesische Wissenschaftler benannten 1986 eine Bucht mit nahezu identischen Geokoordinaten als Xingfu Wan (chinesisch 幸福湾 ‚Glücksbucht‘).